# Скручена подовжена чотирикутна піраміда
Скру́чена подо́вжена чотирику́тна пірамі́да — один із многогранників Джонсона (J10, за Залгаллером — М2+А4).
Складена з 13 граней: 12 правильних трикутників та 1 квадрата. Квадратна грань оточена чотирма трикутними; серед трикутних граней 4 оточені однією квадратною та двома трикутними, інші 9 — трьома трикутними.
Має 20 ребер однакової довжини. 4 ребра розташовані між квадратною та трикутною гранями, решта 16 — між двома трикутними.
У скрученої подовженої чотирикутної піраміди 9 вершин. У 4 вершинах (розташованих як вершини квадрата) сходяться квадратна грань і три трикутні; у 4 вершинах (розташованих як вершини іншого квадрата) — п'ять трикутних; у 1 вершині — чотири трикутні.
Скручену подовжену чотирикутну піраміду можна отримати з квадратної піраміди (J1) і правильної чотирикутної антипризми, всі ребра в яких однакової довжини, приклавши основу піраміди до однієї з основ антипризми.

## Метричні характеристики
Якщо скручена подовжена чотирикутна піраміда має ребро довжини {\displaystyle a}, її площа поверхні виражається як
{\displaystyle S=\left(1+3{\sqrt {3}}\right)a^{2}\approx 6{,}1961524a^{2},}
а об'єм
{\displaystyle V={\frac {1}{6}}\left({\sqrt {2}}+2{\sqrt {4+3{\sqrt {2}}}}\right)a^{3}\approx 1{,}1927022a^{3}.}

## У координатах
Скручену подовжену чотирикутну піраміду з довжиною ребра {\displaystyle 2} можна розташувати в декартовій системі координат так, щоб її вершини мали координати
- {\displaystyle \left(0;\;0;\;{\sqrt {2}}+{\frac {1}{\sqrt[{4}]{2}}}\right),}
- {\displaystyle \left(\pm 1;\;\pm 1;\;{\frac {1}{\sqrt[{4}]{2}}}\right),}
- {\displaystyle \left(\pm {\sqrt {2}};\;0;\;-{\frac {1}{\sqrt[{4}]{2}}}\right),}
- {\displaystyle \left(0;\;\pm {\sqrt {2}};\;-{\frac {1}{\sqrt[{4}]{2}}}\right).}

При цьому вісь симетрії многогранника збігатиметься з віссю Oz, а дві з чотирьох площин симетрії — з площинами xOz та yOz.